# Wahlbezirk Galizien 28
Der Wahlbezirk Galizien 28 war ein Wahlkreis für die Wahlen zum Abgeordnetenhaus im österreichischen Kronland Galizien. Der Wahlbezirk wurde 1907 mit der Einführung der Reichsratswahlordnung geschaffen und bestand bis zum Zusammenbruch der Habsburgermonarchie.

## Geschichte
Nachdem der Reichsrat im Herbst 1906 das allgemeine, gleiche, geheime und direkte Männerwahlrecht beschlossen hatte, wurde mit 26. Jänner 1907 die große Wahlrechtsreform durch Sanktionierung von Kaiser Franz Joseph I. gültig. Mit der neuen Reichsratswahlordnung schuf man insgesamt 516 Wahlbezirke, wobei mit Ausnahme Galiziens in jedem Wahlbezirk ein Abgeordneter im Zuge der Reichsratswahl gewählt wurde. In Galizien wurde in den Städtewahlkreisen je ein Abgeordneter gewählt, in den Landgemeindewahlkreisen Galiziens wurden zwei Abgeordneter ermittelt.
Der Wahlkreis Galizien 28 umfasste die ostgalizischen Städte Stryj und Kałusz in den gleichnamigen Gerichtsbezirken Stryj und Kałusz.
Aus der Reichsratswahl 1907 ging der Polnische Sozialdemokrat Jędrzej Moraczewski als Sieger hervor, der seinen Sitz bei der Reichsratswahl 1911 verteidigen konnte.

## Wahlergebnisse

### Reichsratswahl 1907
Die Reichsratswahl 1907 wurde am 14. Mai 1907 (erster Wahlgang) sowie am 23. Mai 1907 (Stichwahl) durchgeführt.

#### Erster Wahlgang
| Kandidat                                                                    | Partei                                          | Wahlkreis- stimmen | Prozent |
| --------------------------------------------------------------------------- | ----------------------------------------------- | ------------------ | ------- |
| Jędrzej Moraczewski                                                         | Polnische Sozialdemokratische Partei Galiziens  | 2015               | 36,3 %  |
| Abraham Salz                                                                | Jüdischnationale Partei                         | 1722               | 31,0 %  |
| Tobiasz Aszkenaze                                                           | Polnische Demokraten                            | 1331               | 24,0 %  |
| Jevhen Olesnyckyj                                                           | Ukrainische Nationaldemokratische Partei (UNDP) | 482                | 8,7 %   |
|                                                                             | Sonstige Parteien                               | 4                  | 0,1 %   |
| Wahlberechtigte: 6749, Ungültige/Leere Stimmen: 29, Wahlbeteiligung: 82,7 % |                                                 |                    |         |

#### Zweiter Wahlgang
| Kandidat                                                                    | Partei                                         | Wahlkreisstimmen | Prozent |
| --------------------------------------------------------------------------- | ---------------------------------------------- | ---------------- | ------- |
| Jędrzej Moraczewski                                                         | Polnische Sozialdemokratische Partei Galiziens | 3380             | 57,6 %  |
| Abraham Salz                                                                | Jüdischnationale Partei                        | 2485             | 42,4 %  |
| Wahlberechtigte: 8857, Ungültige/Leere Stimmen: 18, Wahlbeteiligung: 87,2 % |                                                |                  |         |

### Reichsratswahl 1911
Die Reichsratswahl 1911 wurde am 13. Juni 1911 (erster Wahlgang) sowie am 20. Juni 1911 (Stichwahl) durchgeführt.

#### Erster Wahlgang
| Kandidat                                                                     | Partei                                          | Wahlkreis- stimmen | Prozent |
| ---------------------------------------------------------------------------- | ----------------------------------------------- | ------------------ | ------- |
| Jędrzej Moraczewski                                                          | Polnische Sozialdemokratische Partei Galiziens  | 2508               | 42,8 %  |
| Leon Reich                                                                   | Jüdischnationale Partei                         | 1541               | 26,3 %  |
| Artur Goldhammer                                                             | Polnische Demokraten                            | 1517               | 25,9 %  |
| Antin Harasymiv                                                              | Ukrainische Nationaldemokratische Partei (UNDP) | 281                | 4,8 %   |
|                                                                              | Sonstige Parteien                               | 11                 | 0,2 %   |
| Wahlberechtigte: 7540, Ungültige/Leere Stimmen: 124, Wahlbeteiligung: 79,3 % |                                                 |                    |         |

#### Zweiter Wahlgang
| Kandidat                                                                    | Partei                                         | Wahlkreisstimmen | Prozent |
| --------------------------------------------------------------------------- | ---------------------------------------------- | ---------------- | ------- |
| Jędrzej Moraczewski                                                         | Polnische Sozialdemokratische Partei Galiziens | 3257             | 53,5 %  |
| Leon Reich                                                                  | Jüdischnationale Partei                        | 2834             | 46,5 %  |
| Wahlberechtigte: 7540, Ungültige/Leere Stimmen: 42, Wahlbeteiligung: 81,3 % |                                                |                  |         |